# Geoffroy de Masure

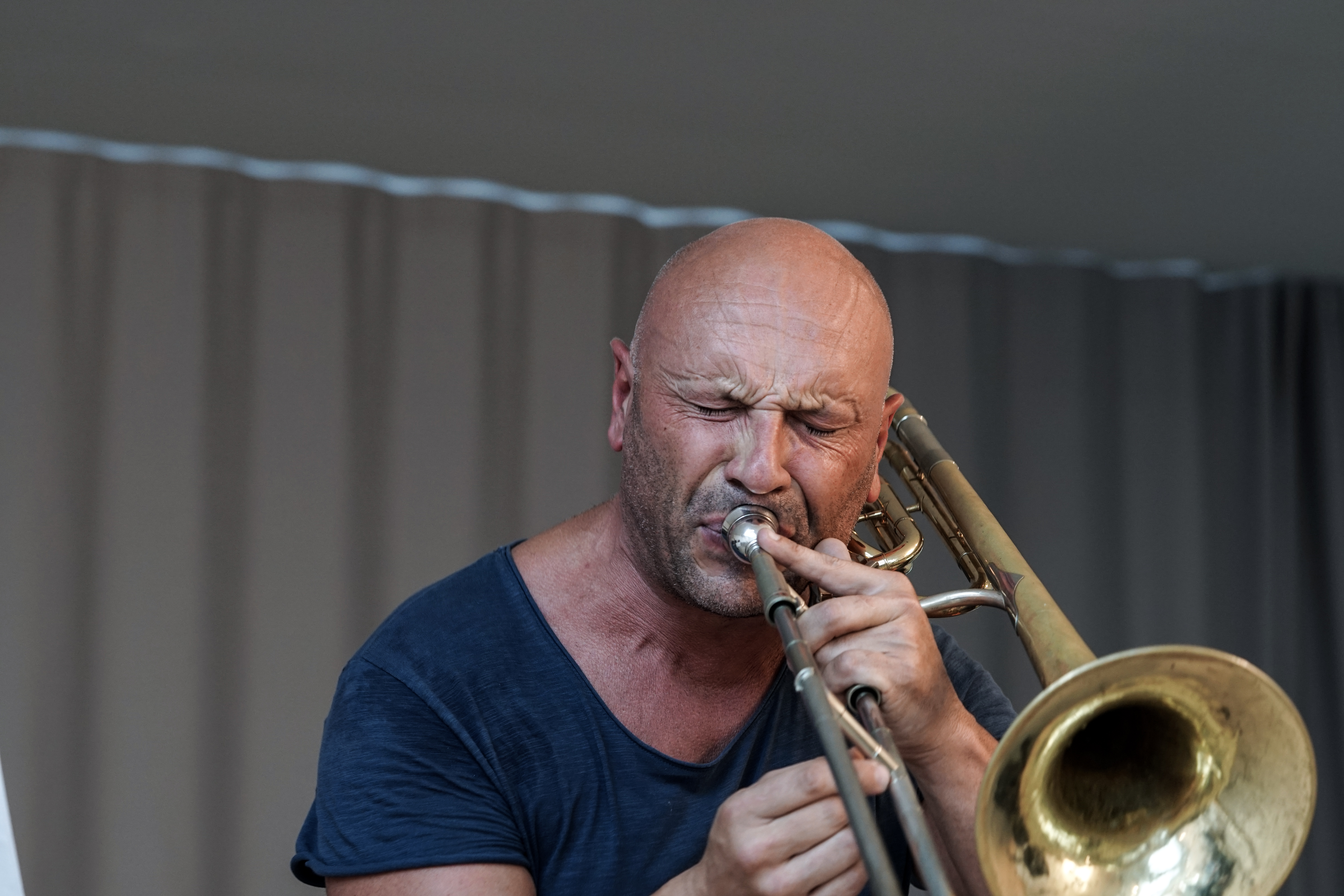
Geoffroy de Masure (Aarhus Jazz Festival 2017)

Geoffroy de Masure (* 1969) ist ein französischer Jazzmusiker (Posaune, Komposition).

## Wirken
De Masure begann im Alter von vierzehn Jahren mit dem Posaunen- und Klavierspiel. Von 1985 bis 1989 studierte er am Konservatorium in Avignon klassische Posaune bei Bernard Buffet und Jazz bei André Jaume. Mit 18 Jahren begann er professionell in Rock- und Funkbands zu spielen und bekam erste Jazz-Engagements mit eigenen Bands. 1989 tourte er acht Monate lang mit Harald Juhnke und Georg Preuße durch Deutschland.
Für weitere Studien zog er 1990 nach New York, wo er Unterricht bei Robin Eubanks nahm; zudem partizipierte er am Jazz-Programm des kanadischen Banff Center for the Arts. Zurück in Frankreich spielte er 1991 in der Medium Band von Manu Pekar, die später mit Dave Liebman aufnahm, und begann, Kompositionen für seine eigene Band Quadrature zu schreiben. Denis Badault holte ihn für drei Jahre als Mitglied ins französische Orchestre National de Jazz, mit dem er bis 1994 drei Alben vorlegte. Auf Festivals trat er u. a. mit Joe Lovano, Charlie Haden, Lee Konitz, Greg Osby, Albert Mangelsdorff, Fred Hersch und Nguyên Lê auf.
De Masure war an interkulturellen Projekten mit traditioneller Musik aus Kambodscha (mit Jean-Marc Padovani), Indien (mit Aka Moon) und Marokko (Laurent Blondiau Al Majima) beteiligt; er reiste mehrfach nach Turkmenistan, um mit seiner Band Tribu und dortigen traditionellen Musikern zusammenzuarbeiten. Er ist auf Alben von Jean-Marc Padovani, Steve Coleman, Kris Defoort, Simon Kanzler sowie Toufic Farroukh und Aka Moon zu hören.
De Masure lehrte u. a. an der École Nationale de Musique de Bobigny und gab zahlreiche Workshops in Belgien und Frankreich sowie an der Royal Academy of Music in London. Zum Sommersemester 2014 wurde er als Professor im Fachgebiet Posaune an das Jazz-Institut Berlin berufen, wo er bereits seit dem Sommersemester 2012 als Gastdozent und anschließend als Gastprofessor tätig war; zudem lehrt er an der Hochschule für Musik Franz Liszt Weimar.

## Diskographische Hinweise
- Tribu (Musivi 2001, mit Bo Van Der Werf, Chander Sardjoe, Jean-Luc Lehr, Pierre Van Dormael)
- Anne Mette Iversen, Silke Eberhard, Geoffroy De Masure, Roland Schneider: Ternion Quartet (BJUR 2105)